# Espessura finita
Na teoria de linguagens formais, particularmente na teoria da aprendizagem algorítmica, uma classe C de linguagens tem espessura finita se toda cadeira de caracteres é contada em, no máximo, um número finito de linguagens em C. Essa condição foi introduzida por Dana Angluin como uma condição suficiente para C sendo identificável no limite.

## A noção relacionada de espessura M-finita
Tome a linguagem L e uma classe indexada C = { L1, L2, L3, ... } de linguagens, uma linguagem membro Lj ∈ C é dita conceito mínimo de L dentro de C se L ⊆ Lj, mas não L ⊊ Li ⊆ Lj para qualquer Li ∈ C.
A classe C satisfaz a condição-MEF se todo subconjunto finito D de uma linguagem membro Li ∈ C tem um conceito mínimo Lj ⊆ Li. Simetricamente, C satisfaz a condição-MFF se todo conjunto finito não-vazio D tem no máximo um número finito de conceitos mínimos em C. Finalmente, C é dito ter  espessura M-finita se esta satisfaz ambas condição-MEF e condição-MFF.

Espessura finita implica finita-M espessura. Contudo, existem classes que são de finita-M espessura mas não de espessura finita (por exemplo, qualquer classe de linguagens C = { L1, L2, L3, ... } tal que L1 ⊆ L2 ⊆ L3 ⊆  ...). 